# Komárovce
Komárovce és un poble i municipi d'Eslovàquia. Es troba a la regió de Košice, a l'est del país.

## Història
La primera referència escrita de la vila data del 1402.

## Demografia
| Godina             | 1994 | 2004    | 2014   | 2024    |
| ------------------ | ---- | ------- | ------ | ------- |
| Nombre de persones | 440  | 393     | 378    | 422     |
| Diferència         |      | −10,68% | −3,81% | +11,64% |

| Godina             | 2023 | 2024   |
| ------------------ | ---- | ------ |
| Nombre de persones | 412  | 422    |
| Diferència         |      | +2,42% |